# Bruce Gilberd
Bruce Carlyle Gilberd CNZM (* 22. April 1938; † 19. Dezember 2023 in Tairua) war ein neuseeländischer anglikanischer Priester und Bischof von Auckland.

## Leben
Bruce Gilberd besuchte das King’s College in Auckland und studierte an der Universität Auckland. Nach seiner Priesterweihe wurde er Kurat in Devonport und 1968 bis 1971 Vikar im Aucklander Vorort Avondale. Von 1985 bis 1994 war er achter Bischof von Auckland der Anglican Church in Aotearoa, New Zealand and Polynesia, Mitgliedskirche der Anglikanischen Gemeinschaft.